# Elezioni regionali in Sicilia del 2001
Le elezioni regionali in Sicilia del 2001 si sono tenute il 24 giugno. Sono state le prime che hanno visto l'elezione diretta del Presidente della Regione Siciliana. I collegi elettorali erano quelli provinciali. Per la prima volta, nelle regionali siciliane, è previsto un premio di maggioranza al candidato presidente eletto, attraverso un listino.
Esse hanno visto la vittoria del CDU Salvatore Cuffaro (assessore uscente all'Agricoltura), sostenuto dal centro-destra, che ha sconfitto Leoluca Orlando, sostenuto dal centro-sinistra. Sono state le uniche in cui si è votato con il Tatarellum. Queste elezioni hanno visto anche la presenza di un terzo candidato alla presidenza, Sergio D'Antoni.

## Risultati elettorali
| Candidati                                                       | Candidati                                                       | Voti                                                            | %     | Liste                   | Voti      | %     | Seggi |
| --------------------------------------------------------------- | --------------------------------------------------------------- | --------------------------------------------------------------- | ----- | ----------------------- | --------- | ----- | ----- |
|                                                                 | Salvatore Cuffaro (Per la Sicilia) ✔️ Presidente                | 1 572 178                                                       | 59,13 | Forza Italia            | 628 020   | 25,14 | 19    |
| Alleanza Nazionale                                              | Salvatore Cuffaro (Per la Sicilia) ✔️ Presidente                | 1 572 178                                                       | 59,13 | 281 704                 | 11,28     | 8     |       |
| Centro Cristiano Democratico                                    | Salvatore Cuffaro (Per la Sicilia) ✔️ Presidente                | 1 572 178                                                       | 59,13 | 223 420                 | 8,94      | 6     |       |
| Cristiani Democratici Uniti                                     | Salvatore Cuffaro (Per la Sicilia) ✔️ Presidente                | 1 572 178                                                       | 59,13 | 215 047                 | 8,61      | 6     |       |
| Nuova Sicilia                                                   | Salvatore Cuffaro (Per la Sicilia) ✔️ Presidente                | 1 572 178                                                       | 59,13 | 101 368                 | 4,06      | 3     |       |
| Partito Socialista - Nuovo PSI                                  | Salvatore Cuffaro (Per la Sicilia) ✔️ Presidente                | 1 572 178                                                       | 59,13 | 69 697                  | 2,79      | 2     |       |
| Biancofiore                                                     | Salvatore Cuffaro (Per la Sicilia) ✔️ Presidente                | 1 572 178                                                       | 59,13 | 54 550                  | 2,18      | 1     |       |
| Liberalsocialisti                                               | Salvatore Cuffaro (Per la Sicilia) ✔️ Presidente                | 1 572 178                                                       | 59,13 | 24 110                  | 0,97      | 1     |       |
| Partito Repubblicano Italiano                                   | Salvatore Cuffaro (Per la Sicilia) ✔️ Presidente                | 1 572 178                                                       | 59,13 | 22 110                  | 0,89      | 1     |       |
| Fiamma Tricolore                                                | Salvatore Cuffaro (Per la Sicilia) ✔️ Presidente                | 1 572 178                                                       | 59,13 | 9 224                   | 0,37      | –     |       |
| Seggi assegnati alla lista regionale                            | Seggi assegnati alla lista regionale                            | Seggi assegnati alla lista regionale                            | 59,13 | 9                       |           |       |       |
|                                                                 | Leoluca Orlando (Orlando Presidente)                            | 972 010                                                         | 36,56 | Democratici di Sinistra | 253 522   | 10,15 | 10    |
| Democrazia è Libertà - La Margherita                            | Leoluca Orlando (Orlando Presidente)                            | 972 010                                                         | 36,56 | 199 303                 | 7,98      | 8     |       |
| La Margherita per la Sicilia                                    | Leoluca Orlando (Orlando Presidente)                            | 972 010                                                         | 36,56 | 107 516                 | 4,30      | 4     |       |
| Partito della Rifondazione Comunista                            | Leoluca Orlando (Orlando Presidente)                            | 972 010                                                         | 36,56 | 61 068                  | 2,44      | 3     |       |
| Socialisti Democratici Italiani                                 | Leoluca Orlando (Orlando Presidente)                            | 972 010                                                         | 36,56 | 46 903                  | 1,88      | 1     |       |
| Primavera Siciliana                                             | Leoluca Orlando (Orlando Presidente)                            | 972 010                                                         | 36,56 | 29 564                  | 1,18      | 1     |       |
| Partito dei Comunisti Italiani                                  | Leoluca Orlando (Orlando Presidente)                            | 972 010                                                         | 36,56 | 28 826                  | 1,15      | 1     |       |
| Italia dei Valori                                               | Leoluca Orlando (Orlando Presidente)                            | 972 010                                                         | 36,56 | 25 888                  | 1,04      | 1     |       |
| Noi Siciliani                                                   | Leoluca Orlando (Orlando Presidente)                            | 972 010                                                         | 36,56 | 2 382                   | 0,10      | –     |       |
| Seggio assegnato al candidato presidente classificatosi secondo | Seggio assegnato al candidato presidente classificatosi secondo | Seggio assegnato al candidato presidente classificatosi secondo | 36,56 | 1                       |           |       |       |
|                                                                 | Sergio D'Antoni                                                 | 114 799                                                         | 4,32  | Democrazia Europea      | 113 664   | 4,55  | 4     |
| Totale                                                          | Totale                                                          | 2 658 987                                                       | 100   |                         | 2 498 244 | 100   | 90    |

## Giunte
La prima giunta fu operativa dal 21 luglio 2001 fino al 30 agosto 2004.
| Assessore                       | Partito | Partito                      | Carica                                                                                        |
| ------------------------------- | ------- | ---------------------------- | --------------------------------------------------------------------------------------------- |
| Salvatore Cuffaro               |         | Cristiani Democratici Uniti  | Presidente                                                                                    |
| Giuseppe Castiglione            |         | Forza Italia                 | Vicepresidente Assessore all'Agricoltura e alle Foreste                                       |
| David Costa                     |         | Centro Cristiano Democratico | Assessore alla Presidenza                                                                     |
| Benedetto Fabio Granata         |         | Alleanza Nazionale           | Assessore ai Beni culturali ed ambientali e alla Pubblica istruzione                          |
| Alessandro Pagano               |         | Forza Italia                 | Assessore al Bilancio e alle Finanze                                                          |
| Michele Cimino                  |         | Forza Italia                 | Assessore alla Cooperazione, al Commercio, all'Artigianato e alla Pesca                       |
| Antonio D'Aquino                |         | Forza Italia                 | Assessore agli Enti locali                                                                    |
| Marina Noè                      |         | Indipendente                 | Assessore all'Industria                                                                       |
| Guglielmo Scammacca della Bruca |         | Centro Cristiano Democratico | Assessore ai Lavori pubblici                                                                  |
| Raffaele Stancanelli            |         | Alleanza Nazionale           | Assessore al Lavoro, alla Previdenza sociale, alla Formazione professionale e all'Emigrazione |
| Ettore Cittadini                |         | Indipendente                 | Assessore alla Sanità                                                                         |
| Bartolo Pellegrino              |         | Nuova Sicilia                | Assessore al Territorio e all'Ambiente                                                        |
| Mario Parlavecchio              |         | Nuova Sicilia                | Assessore al Territorio e all'Ambiente                                                        |
| Francesco Cascio                |         | Forza Italia                 | Assessore al Turismo, alle Comunicazioni e ai Trasporti                                       |

La seconda giunta fu operativa dal 30 agosto 2004 fino a fine legislatura.
| Assessore               | Partito | Partito            | Carica                                                                                        |
| ----------------------- | ------- | ------------------ | --------------------------------------------------------------------------------------------- |
| Salvatore Cuffaro       |         | Unione di Centro   | Presidente                                                                                    |
| Francesco Cascio        |         | Forza Italia       | Vicepresidente Assessore al Territorio e all'Ambiente                                         |
| Michele Cimino          |         | Forza Italia       | Assessore alla Presidenza                                                                     |
| Innocenzo Leontini      |         | Forza Italia       | Assessore all'Agricoltura e alle Foreste                                                      |
| Alessandro Pagano       |         | Forza Italia       | Assessore ai Beni culturali ed ambientali e alla Pubblica Istruzione                          |
| Salvatore Cintola       |         | Unione di Centro   | Assessore al Bilancio e alle Finanze                                                          |
| Carmelo Lo Monte        |         | Unione di Centro   | Assessore alla Cooperazione, al Commercio, all'Artigianato e alla Pesca                       |
| Raffaele Stancanelli    |         | Alleanza Nazionale | Assessore alla Famiglia, alle Politiche sociali e alle Autonomie locali                       |
| Antonio D'Aquino        |         | Forza Italia       | Assessore all'Industria                                                                       |
| Mario Parlavecchio      |         | Nuova Sicilia      | Assessore ai Lavori Pubblici                                                                  |
| Francesco Scoma         |         | Forza Italia       | Assessore al Lavoro, alla Previdenza sociale, alla Formazione professionale e all'Emigrazione |
| Giovanni Pistorio       |         | Unione di Centro   | Assessore alla Sanità                                                                         |
| Benedetto Fabio Granata |         | Alleanza Nazionale | Assessore al Turismo, alle Comunicazioni e ai Trasporti                                       |

1. ↑  Dal 2 maggio 2003 Assessore alla Famiglia, alle Politiche sociali e alle Autonomie locali
2. ↑  Fino al 20 dicembre 2002
3. ↑  Dal 17 aprile 2003

## Deputati regionali
| Deputato                    | Collegio      | Gruppo | Gruppo                               |
| --------------------------- | ------------- | ------ | ------------------------------------ |
| Alberto Acierno             | Regionale     |        | Gruppo misto (MSFT)                  |
| Antonino Amendolia          | Catania       |        | Gruppo misto (Liberalsocialisti)     |
| Antonello Antinoro          | Palermo       |        | Nuova Sicilia                        |
| Giovanni Ardizzone          | Messina       |        | Cristiano Democratici (CCD)          |
| Nicola Baldari              | Messina       |        | Forza Italia                         |
| Giovanni Barbagallo         | Catania       |        | Democrazia è Libertà - La Margherita |
| Giuseppe Basile             | Catania       |        | Sicilia Democratica (DE)             |
| Antonino Beninati           | Messina       |        | Forza Italia                         |
| Antonio Borzacchelli        | Palermo       |        | Cristiano Democratici                |
| Sebastiano Burgaretta Aparo | Siracusa      |        | Cristiano Democratici                |
| Angelo Capodicasa           | Agrigento     |        | Democratici di Sinistra              |
| Francesco Cascio            | Palermo       |        | Forza Italia                         |
| Giuseppe Castiglione        | Catania       |        | Forza Italia                         |
| Franco Catania              | Catania       |        | Forza Italia                         |
| Giuseppe Catania            | Regionale     |        | Forza Italia                         |
| Michele Cimino              | Agrigento     |        | Forza Italia                         |
| Salvatore Cintola           | Palermo       |        | Cristiano Democratici (CDU)          |
| Giancarlo Confalone         | Siracusa      |        | Forza Italia                         |
| David Costa                 | Regionale     |        | Cristiano Democratici (CCD)          |
| Antonio Cracolici           | Palermo       |        | Democratici di Sinistra              |
| Vladimiro Crisafulli        | Enna          |        | Democratici di Sinistra              |
| Giovanni Cristaudo          | Catania       |        | Nuova Sicilia                        |
| Antonino Croce              | Regionale     |        | Forza Italia                         |
| Salvatore Cuffaro           | Regionale     |        | Cristiano Democratici (CDU)          |
| Giuseppe D'Andrea           | Messina       |        | Democrazia è Libertà - La Margherita |
| Sergio D'Antoni             | Palermo       |        | Sicilia Democratica (DE)             |
| Antonio D'Aquino            | Messina       |        | Forza Italia                         |
| Roberto De Benedictis       | Siracusa      |        | Democratici di Sinistra              |
| Antonino Dina               | Palermo       |        | Cristiano Democratici (CDU)          |
| Giovanni Ferro              | Palermo       |        | Sicilia Democratica (Primavera)      |
| Salvo Fleres                | Regionale     |        | Forza Italia                         |
| Francesco Forgione          | Palermo       |        | Partito della Rifondazione Comunista |
| Santi Formica               | Messina       |        | Alleanza Nazionale                   |
| Onofrio Fratello            | Trapani       |        | Cristiano Democratici (CCD)          |
| Giuseppe Galletti           | Caltanissetta |        | Democrazia è Libertà - La Margherita |
| Ottavio Garofalo            | Catania       |        | Forza Italia                         |
| Francantonio Genovese       | Messina       |        | Democrazia è Libertà - La Margherita |
| Vincenzo Giambrone          | Agrigento     |        | Forza Italia                         |
| Domenico Giannopolo         | Palermo       |        | Democratici di Sinistra              |
| Benedetto Fabio Granata     | Siracusa      |        | Alleanza Nazionale                   |
| Sebastiano Gurrieri         | Ragusa        |        | Democrazia è Libertà - La Margherita |
| Carmelo Incardona           | Ragusa        |        | Alleanza Nazionale                   |
| Giuseppe Infurna            | Agrigento     |        | Alleanza Nazionale                   |
| Giovanni Ioppolo            | Catania       |        | Alleanza Nazionale                   |
| Edoardo Leanza              | Enna          |        | Forza Italia                         |
| Nicola Leanza               | Catania       |        | Cristiano Democratici (CCD)          |
| Vincenzo Leanza             | Regionale     |        | Forza Italia                         |
| Innocenzo Leontini          | Ragusa        |        | Forza Italia                         |
| Santo Liotta                | Catania       |        | Partito della Rifondazione Comunista |
| Eleonora Lo Curto           | Trapani       |        | Nuova Sicilia                        |
| Vincenzo Lo Giudice         | Agrigento     |        | Cristiano Democratici (CCD)          |
| Carmelo Lo Monte            | Messina       |        | Sicilia Democratica (DE)             |
| Guido Lo Porto              | Regionale     |        | Alleanza Nazionale                   |
| Fabio Mancuso               | Catania       |        | Cristiano Democratici (CDU)          |
| Giovanni Manzullo           | Agrigento     |        | Democrazia è Libertà - La Margherita |
| Giuseppe Maurici            | Trapani       |        | Forza Italia                         |
| Giovanni Mercadante         | Palermo       |        | Forza Italia                         |
| Calogero Miccichè           | Agrigento     |        | Partito della Rifondazione Comunista |
| Salvatore Misuraca          | Palermo       |        | Forza Italia                         |
| Salvatore Morinello         | Caltanissetta |        | Sicilia Democratica (PdCI)           |
| Angelo Moschetto            | Catania       |        | Forza Italia                         |
| Raffaele Nicotra            | Catania       |        | Gruppo misto (NPSI)                  |
| Camillo Oddo                | Trapani       |        | Democratici di Sinistra              |
| Leoluca Orlando             | Regionale     |        | Gruppo misto (DL)                    |
| Egidio Ortisi               | Siracusa      |        | Democrazia è Libertà - La Margherita |
| Angelo Paffumi              | Messina       |        | Nuova Sicilia (PRI)                  |
| Alessandro Pagano           | Caltanissetta |        | Forza Italia                         |
| Filippo Panarello           | Messina       |        | Democratici di Sinistra              |
| Antonino Papania            | Trapani       |        | Democrazia è Libertà - La Margherita |
| Giovanni Pistorio           | Catania       |        | Cristiano Democratici (CCD)          |
| Salvatore Raiti             | Catania       |        | Sicilia Democratica (IdV)            |
| Domenico Rotella            | Regionale     |        | Nuova Sicilia                        |
| Salvatore Sanzeri           | Agrigento     |        | Gruppo misto (SDI)                   |
| Giuseppa Savarino           | Agrigento     |        | Cristiano Democratici (CDU)          |
| Riccardo Savona             | Palermo       |        | Cristiano Democratici (CCD)          |
| Sebastiano Sbona            | Siracusa      |        | Cristiano Democratici (CDU)          |
| Francesco Scoma             | Palermo       |        | Forza Italia                         |
| Giuseppe Segreto            | Agrigento     |        | Gruppo misto (NPSI)                  |
| Giuseppe Spampinato         | Catania       |        | Democrazia è Libertà - La Margherita |
| Calogero Speziale           | Caltanissetta |        | Democratici di Sinistra              |
| Raffaele Stancanelli        | Catania       |        | Alleanza Nazionale                   |
| Marzio Tricoli              | Palermo       |        | Alleanza Nazionale                   |
| Carmelo Tumino              | Enna          |        | Democrazia è Libertà - La Margherita |
| Girolamo Turano             | Trapani       |        | Cristiano Democratici (CDU)          |
| Simona Vicari               | Palermo       |        | Forza Italia                         |
| Giovanni Villari            | Catania       |        | Democratici di Sinistra              |
| Gioacchino Virzì            | Palermo       |        | Alleanza Nazionale                   |
| Gaspare Vitrano             | Palermo       |        | Democrazia è Libertà - La Margherita |
| Salvatore Zago              | Ragusa        |        | Democratici di Sinistra              |
| Andrea Zangara              | Palermo       |        | Democrazia è Libertà - La Margherita |